# Плејниџ (Њујорк)
Плејниџ (енгл. Plainedge) насељено је место без административног статуса у америчкој савезној држави Њујорк.

## Демографија
По попису из 2010. године број становника је 8.817, што је 378 (-4,1%) становника мање него 2000. године.
| Група             | 2000.         | 2010.         |
| Белци             | 8.361 (90,9%) | 7.584 (86,0%) |
| Афроамериканци    | 50 (0,5%)     | 71 (0,8%)     |
| Азијати           | 225 (2,4%)    | 401 (4,5%)    |
| Хиспаноамериканци | 473 (5,1%)    | 684 (7,8%)    |
| Укупно            | 9.195         | 8.817         |